# Berkovići
Pour les articles homonymes, voir Berkovići (homonymie).
Berkovići (en serbe cyrillique : Берковићи) est une localité et une municipalité de Bosnie-Herzégovine. Elle est située au sud-est de la république serbe de Bosnie. Selon les premiers résultats du recensement bosnien de 2013, la localité intra muros compte 247 habitants et la municipalité 2 272.

## Histoire
La municipalité de Berkovići a été créée en 1995, après la guerre de Bosnie. Elle a été formée à partir des positions contrôlées par la république serbe de Bosnie dans l'ancienne municipalité de Stolac.

## Localités

Localisation de la municipalité de Berkovići en Bosnie-Herzégovine

La municipalité de Berkovići compte 19 localités :
| - Berkovići - Bitunja - Brštanik - Burmazi - Dabrica - Do - Hatelji - Hodovo - Hrgud - Ljubljenica | - Ljuti Do - Meča - Poplat - Predolje - Strupići - Suzina - Šćepan Krst - Trusina - Žegulja |

## Démographie

### Localité

#### Évolution historique de la population dans la localité
| 1961 | 1971 | 1981 | 1991 | 2013 |
| ---- | ---- | ---- | ---- | ---- |
| 747  | 749  | 651  | 159  | 247  |

|  |

### Municipalité

#### Répartition de la population par nationalités dans la municipalité (1991)
En 1991, sur un total de 3 510 habitants, la population se répartissait de la manière suivante :

## Politique
En 2012, Nenad Abramović, membre du Parti démocratique serbe (SDS), a été élu président (maire) de la municipalité de Berkovići.

## Économie
La municipalité de Berkovići est essentiellement agricole.